# 富明新
富明新（英語：Fu Ming Sun，代號P07）是香港大埔區議會下轄的選區，1994年設立，2023年取消，末任區議員為前大埔區議會主席關永業。

## 範圍
選區位於大埔新市鎮東部，包括富善邨善群樓及善鄰樓、明雅苑、新興花園，名稱亦從各屋苑中取出一字而成，與其相連的選區有大埔中、怡富、康樂園，以林村河與廣福及寶湖選區相隔，投票站設於香港道教聯合會圓玄學院第二中學。

## 沿革
南運路以東富善邨一帶於1985年入伙，1985年區議會選舉起劃入大埔東選區，基於富善邨居民未能趕及登記為當區選民，當時由蘇志強以229票多於鄧祖田的97票勝出。
因應人口增長，1988年區議會選舉起大埔東選區定為雙議席，選舉由蘇志強以1,127票和崔士杰的1,062票當選，另外兩個候選人陳平和巫育輝分別得到924票和612票。
1991年區議會選舉，大埔東選區繼續吸引到四人參選，結果由新界社團聯會陳平和無黨派鄭治國分別得到1,999票和1,772票當選，而崔士杰和蘇志強則以1,543票和1,287票落敗。
1993年港督彭定康推行政改方案改革區議會，取消所有委任議席及雙議席選區，全面實行單議席單票制，並改由選區分界及選舉事務委員會制定，區議會選區數目亦隨人口變動而大幅增加，大埔東選區分拆為怡富選區和富明選區。加入了自民聯的陳平和加入了自由黨的鄭治國分別轉戰怡富選區和富明選區爭取連任。
1994年區議會選舉，自由黨鄭治國以六成得票打敗對手當選。
1999年區議會選舉，自由黨鄭治國轉到怡富參選挑戰退出民建聯的陳平，本區吸引到三人參選，結果由民主黨關永業以1,367票多於大埔區居民聯會相關的李愛群1,352票當選，另一位候選人傅仕偉得241票。
2003年區議會選舉，因應新興花園居民要求，本區名稱採用富明新來代表由三個屋苑組成。民主黨的關永業以大比數的3,007票多於民主建港聯盟成員李愛群的1,215票而連任，基於鄰近的怡富亦由民主黨任啟邦當選，使本區周圍成為泛民主派陣地。
2007年區議會選舉，關永業打敗民建聯成員溫官球的1,691票和獨立李作烜的139票而連任。2010年關氏及多名新界東民主黨成員因反對該黨2010年支持香港政府政改方案的決定，而退出民主黨，有關成員其後共同成立新民主同盟。
2011年區議會選舉，當時人口估算約14 371人，其中有9 071位是選民，議席由新民主同盟成員關永業和民建聯成員黃元生爭奪，最終關永業以2,780票擊敗得1,458票的黃元生勝出。
2015年區議會選舉，建制派由工聯會派出陳勇華挑戰關永業，最終關永業以超過七成得票而勝出。關永業其後代表新民主同盟出選2016年立法會選舉超級區議會議席，然而在其他泛民名單宣佈「退選」以提高主流泛民名單當選機會下，關氏備受泛民支持者壓力最終亦被迫在選前一日停止選舉工程。
2019年區議會選舉，工聯會改派吳卓穎挑戰關永業，最終關永業取得七成選票而連任。基於非建制派全取大埔區議會民選議席，關永業獲推舉為大埔區議會主席。2021年6月，新民主同盟宣佈解散，成員改以獨立民主派身份活動；2021年7月，關氏因應政府計劃追討協助民主派初選區議員的酬金津貼傳聞所帶動的區議員辭職潮中，辭去區議員職務。

## 歷屆議員
| 屆別                 | 議員   | 政治聯繫 | 政治聯繫      |
| -------------------- | ------ | -------- | ------------- |
| 1994年－1999年       | 鄭治國 |          | 自由黨        |
| 2000年－2003年       | 關永業 |          | 民主黨        |
| 2004年－2007年       | 關永業 |          | 民主黨        |
| 2008年－2011年       | 關永業 |          | 民主黨        |
| 2012年－2015年       | 關永業 |          | ND 新民主同盟 |
| 2016年－2019年       | 關永業 |          | ND 新民主同盟 |
| 2020年－2021年7月8日 | 關永業 |          | ND 新民主同盟 |
| 2021年7月9日－2023年 | 懸空   | 懸空     | 懸空          |

## 歷屆選舉結果
| 政党   | 政党       | 候选人    | 票数  | %     | ±     |
| ------ | ---------- | --------- | ----- | ----- | ----- |
|        | 新民主同盟 | ①. 關永業 | 4,670 | 70.42 | ▼3.28 |
|        | 工聯會     | ②. 吳卓穎 | 1,962 | 29.58 | ▲3.30 |
| 多数票 | 多数票     | 多数票    | 2,708 | 40.83 | ▼6.57 |

| 政党   | 政党       | 候选人    | 票数  | %     | ±      |
| ------ | ---------- | --------- | ----- | ----- | ------ |
|        | 新民主同盟 | ①. 關永業 | 3,147 | 73.72 | ▲8.1   |
|        | 工聯會     | ②. 陳勇華 | 1,122 | 26.28 | 不適用 |
| 多数票 | 多数票     | 多数票    | 2,025 | 47.43 | ▲46.24 |

| 政党   | 政党       | 候选人    | 票数  | %     | ±      |
| ------ | ---------- | --------- | ----- | ----- | ------ |
|        | 新民主同盟 | ①. 關永業 | 2,780 | 65.6  | ▲10.8  |
|        | 民建聯     | ②. 黃元生 | 1,458 | 34.4  | 不適用 |
| 多数票 | 多数票     | 多数票    | 1,322 | 31.19 | ▲18.24 |

| 政党   | 政党   | 候选人    | 票数  | %     | ±      |
| ------ | ------ | --------- | ----- | ----- | ------ |
|        | 民建聯 | ①. 溫官球 | 1,691 | 41.80 | 不適用 |
|        | 民主黨 | ②. 關永業 | 2,215 | 54.76 | ▼16.46 |
|        | 無黨派 | ③. 李作烜 | 139   | 3.44  | 不適用 |
| 多数票 | 多数票 | 多数票    | 524‬   | 12.95 | 不適用 |

| 政党   | 政党   | 候选人    | 票数  | %     | ±      |
| ------ | ------ | --------- | ----- | ----- | ------ |
|        | 民建聯 | ①. 李愛群 | 1,215 | 28.78 | 不適用 |
|        | 民主黨 | ②. 關永業 | 3,007 | 71.22 | 不適用 |
| 多数票 | 多数票 | 多数票    | 1,792‬ | 42.44 | 不適用 |

| 政党   | 政党   | 候选人    | 票数  | %     | ±      |
| ------ | ------ | --------- | ----- | ----- | ------ |
|        | 民主黨 | ①. 關永業 | 1,367 | 46.18 | 不適用 |
|        | 無黨派 | ②. 傅仕偉 | 241   | 8.14  | 不適用 |
|        | 無黨派 | ③. 李愛群 | 1,352 | 45.68 | 不適用 |
| 多数票 | 多数票 | 多数票    | 15‬    | 0.50  | 不適用 |

| 政党   | 政党                | 候选人 | 票数  | %     | ±      |
| ------ | ------------------- | ------ | ----- | ----- | ------ |
|        | 自由黨/大埔居民聯會 | 鄭治國 | 1,581 | 62.08 | 不適用 |
|        | 無黨派              | 李衍流 | 966   | 37.92 | 不適用 |
| 多数票 | 多数票              | 多数票 | 615‬   | 24.16 | 不適用 |